# Rajen Sheth
Rajen Sheth é um líder de produto no Google, onde trabalha com inteligência artificial (IA) e aprendizado de máquina na nuvem. Criou o Google Apps, uma versão empresarial do Gmail e outros serviços online, depois de convencer o diretor executivo Eric Schmidt em 2004. Desenvolveu o navegador Chrome e o sistema operacional ChromeOS para empresas.

## Carreira
Formou-se em Engenharia Elétrica e fez mestrado em Engenharia da Computação na Universidade de Stanford, a mesma de Sergey Brin e Larry Page, fundadores do Google. Trabalhou na Microsoft e na Zaplet, uma startup de "email do futuro", antes de entrar no Google em 2004.
Em 2022, saiu do Google para criar a Kyron Learning, uma empresa que usa inteligência artificial para dar acesso a ensino de qualidade 1:1 para todos. Ele também faz parte do conselho da Rocketship Public Schools, uma rede de escolas públicas que busca melhorar a educação K-5.